# همپتون دل روت
همپتون دل روت (به انگلیسی: Hampton Del Ruth) (زاده ۷ سپتامبر ۱۸۷۹ - درگذشت ۱۵ مارس ۱۹۵۸) یک بازیگر، کارگردان، فیلم‌نامه‌نویس و تهیه‌کننده آمریکایی بود.
از فیلم‌هایی که وی در آن‌ها نقش داشته است، می‌توان به همسایه‌تو بپا اشاره نمود.